# Nealcidion cereicola
Nealcidion cereicola là một loài bọ cánh cứng trong họ Cerambycidae.